# شهرستان کیه پاها
شهرستان کیه پاها (به انگلیسی: Keya Paha County) یک منطقهٔ مسکونی در ایالات متحده آمریکا است که در نبراسکا واقع شده‌است. شهرستان کیه پاها ۲٬۰۰۴٫۶۶ کیلومتر مربع مساحت دارد.